# Quickly... spari e baci a colazione
Quickly... spari e baci a colazione è un film italiano del 1971 diretto da Alberto Cavallone.